# 1404

## Esdeveniments
Països Catalans
Resta del món
- Grans inundacions a Holanda.
- Un terratrèmol acaba de destruir el Mausoleu d'Halicarnàs.
- Inici del pontificat d'Innocenci VII.

## Naixements
Països Catalans
Resta del món
- Constantí XI, últim emperador de l'Imperi Romà d'Orient.

## Necrològiques
Països Catalans
Resta del món
- 1 d'octubre, Roma, Estats Pontificis: Bonifaci IX, Papa (n. 1350).[1]